# Ruta Nacional 74 (Argentina)
La Ruta Nacional 74 es una carretera argentina pavimentada, que se halla totalmente en el territorio de la Provincia de La Rioja, enlazando las localidades de Patquía y Nonogasta en un recorrido de 113 km.
Termina su recorrido en la Rotonda de Nonogasta, donde desemboca en la extensa RN 40. Fue inaugurada el 4 de julio de 1950 con la presencia del gobernador provincial y la primera dama en representación del Presidente de la Nación.
Se extiende por parte del valle limitado por la Sierra de Velasco al este, y la Sierra de Sañogasta al oeste.

## Localidades
Las ciudades y pueblos por los que pasa esta ruta de sudeste a noroeste son los siguientes (los  cascos de población con menos de 5000 habitantes figuran en itálica).

### Provincia de La Rioja
Recorrido: 113 km (km 1085 a 1198).
- Departamento Independencia: Patquía (km 1085).
- Departamento Chilecito: Vichigasta (km 1177) y Nonogasta (km 1198).

## Gestión
Esta ruta se mantiene bajo la modalidad de contratos de recuperación y mantenimiento, dentro de la malla 309.